# Les Oiseaux (Louvre)
Pour les articles homonymes, voir Les Oiseaux.
Les Oiseaux, oeuvre encore intitulée  Les Deux oiseaux, est une peinture monumentale réalisée par Georges Braque de 1952 à 1953 pour décorer le plafond de la salle Henri II du musée du Louvre lequel devait être rénové. La  commande lui a été faite par Georges Salles, directeur des musées de France. En 1953, la décoration du plafond est inaugurée. L'artiste a réussi à transposer sur le plan monumental un thème intimiste qui lui était cher. Il a résolu le problème posé par le vaste support en utilisant de larges aplats de couleur qui donnent à l'ensemble force et simplicité.

## Oiseaux dans la peinture de Braque
Braque a commencé à introduire le thème de l'oiseau dans sa série des Ateliers en 1949 avec  Atelier IV huile sur toile, 1949 130 × 195 cm collection particulière. Il travaille sur ce thème  à partir de 1952 jusqu'à sa mort, creusant de plus en plus loin le « concept oiseau », il multiplie les références à l'envol. L'artiste est allé observer une réserve d'oiseaux en Camargue où il a admiré le vol des flamants roses : « ... j'ai vu passer de grands oiseaux. De cette vision, j'ai tiré des formes aériennes. Les oiseaux m'ont inspiré (...). Le concept même, après le choc de l'inspiration, les a fait se lever dans mon esprit, ce concept doit s'effacer pour me rapprocher de ce qui me préoccupe : la construction du fait pictural. » Le peintre stylise, puis travaille les formes en aplats en les simplifiant à l'extrême dans les années suivantes. Les Oiseaux noirs, 1956-1957 (ou 1960 selon les sources) 129 × 181 cm, collection Adrien Maeght sont représentatifs du concept oiseau abouti, ainsi que À tire d'aile 1956-1961, 129 × 181 cm, Centre Pompidou Paris. Dans le tableau Les Oiseaux, 1960, 134 × 167,5 cm le concept est réduit à des signes, presque abstraits, jouant avec la lumière. Braque tient beaucoup à ses oiseaux, il a conservé jusqu'à sa mort L'Oiseau et son nid, huile et sable sur toile, 130,5 × 173,5 cm, Centre Georges Pompidou. « L'Oiseau et son nid, qu'il a gardé jusqu'à sa mort, on ne saurait trouver de meilleur autoportrait de Braque ».

## Réalisation
C'est un travail énorme pour le peintre qui a  alors soixante dix ans. Il prend  le temps d'examiner les lieux longuement et déclare qu'il ne peut donner sa réponse qu'en demandant d'abord l'avis de sa femme. Madame Braque le trouve beaucoup trop âgé pour commencer à faire des plafonds. Comme souvent dans les couples, cela entraîne la décision contraire du mari qui se déclare prêt à faire la décoration. Renouant ainsi avec son premier métier de peintre décorateur, Georges Braque annonce le thème choisi et le prix qu'il demande pour ce travail. Si le prix est accepté tout de suite, la nouveauté du motif interroge Georges Salles qui espérait plutôt du Braque sur mesure ce dont le peintre ne veut pas. Braque reste ferme et réalise d'abord plusieurs maquettes pour définir ses couleurs. Il fait monter son assistant Pierre Pallut au sommet d'une grande échelle avec des morceaux de ciel pour juger de d'effet chromatique.
Les maquettes sont ensuite reproduites sur de vastes toiles qui constituent les panneaux décoratifs. Ces maquettes sont des gouaches sur papier dont une partie a été présentée à l'exposition Georges Braque 2013 aux galeries nationales du Grand Palais, Paris. Plusieurs options ont été étudiées par l'artiste. Étude pour le plafond du Louvre, 1953, gouache sur papier, avec un seul oiseau sur fond jaune et bleu 20,4 × 13,6 cm, Étude pour le plafond du Louvre, 1953, gouache sur papier, avec un seul oiseau sur fond jaune, 21 × 13,6 cm  avec deux oiseaux noirs cerné de jaune sur fond bleu, Étude pour le plafond du Louvre, 1953, gouache sur papier, avec deux oiseaux noirs cernés de blanc  sur fond bleu, et l'apparition de deux étoiles et du croissant de lune 21 × 27 cm. Ces trois études sont aux Musées de Belfort, donation Maurice Jardot . Trois autres  études toutes intitulées Étude pour le plafond du Louvre 1, 2 et 3, font partie d'une collection particulière. Elles sont de  taille identique : 30 × 18,5 cm. L'Étude 3 est dédiée à Georges Salles et datée du 4 janvier 1953, elle ne comporte ni lune ni étoile et l'un des oiseaux est bleu sur fond bleu plus clair. L'étude 2 se rapproche de la peinture finale avec étoiles et lune, la première  présente un seul oiseau sur fond blanc et bleu le plafond du Louvre et l'œuvre

## Postérité
Tantôt critiquée, tantôt encensée, cette peinture monumentale et surtout son thème : Les Deux oiseaux ont immédiatement suscité  d'autres réalisations à l'identique, ou bien un engouement pour  les tableaux de Braque de la période oiseau. Duncan Phillips qui ne pouvait pas financer l'achat d'un des ateliers exposés à la galerie Aimé Maeght en 1956 a demandé à Braque l'autorisation de faire reproduire l'un des oiseaux en bas-relief. Braque la lui  a accorde contre rémunération raisonnable. C'est Pierre Bourdelle, fils du sculpteur Antoine Bourdelle, qui réalise cet oiseau en granit brun qui se trouve à la Phillips collection. Quelques années plus tard, Duncan Phillips achète l'oiseau pour la Phillips collection dont il devient l'emblème: 1956 L'Oiseau (Bird)  huile sur toile, 45,72 × 49,53 cm, The Phillips Collection L'Oiseau
Les Oiseaux du Louvre ont aussi fasciné Alfred Hitchcock qui a commandé pour son jardin de Scott Valley dans les monts Santa Cruz en Californie, une  réplique en mosaïque appliquée sur un mur. Le cinéaste espérait que l'artiste viendrait la poser en personne. Les Deux oiseaux de Hitchcock
Pour la chapelle de la Fondation Maeght, Aimé Maeght a commandé un vitrail en réplique des deux oiseaux également intitulé Les Deux oiseaux Les Deux oiseaux en vitrail